# デフ・ウェスト・シアター
デフ・ウェスト・シアター(英語: Deaf West Theatre)は、カリフォルニア州のノース・ハリウッドを拠点とする劇団である。デフ・ウェスト・シアター社はロサンゼルスに暮らす120万人のろう者と難聴者の文化生活を直ちに改善し豊かにすることを目的に設立された。デフ・ウェスト・シアターは アメリカ合衆国の西側で最初となる手話演劇の常設劇団として知られており、その芸術的功績によりプロダクションや俳優、演出家は80以上の演劇賞で表彰されてきた。
今日、デフ・ウェスト・シアターはプロフェッショナルな演劇界への進出とアクセスを提供し、ろうのアーティストと観客の不足を埋めていこうとしている。構成メンバーの文化的な、教育的な、社会的な、そして雇用面でのニーズを満たし、アーティストのアイデンティティと才能の探究と発見を目指す機関である。手話演劇という手法によって、ろう演劇の遺産が生み出され、共有され、保存されようとしている。
デフ・ウェスト・シアターは、古典の翻案や現代演劇、オリジナル作品を上演し、高い芸術的品質の演劇プロダクションを提供することで、俳優や作家、演出家、デザイナーの才能を育てていこうとしている。デフ・ウェスト・シアターの作品は英語の同時通訳をつけたアメリカ手話で上演されており、観客全員に価値ある演劇体験をもたらそうとしている。
2003年にブロードウェイのアメリカン・エアライン・シアターで上演された『ビッグ・リバー』のリバイバル公演と、2015年にブロードウェイのブルックス・アトキンソン劇場で上演された『春のめざめ』が、もっとも知られたデフ・ウェスト・シアターの業績である。また、『ビッグ・リバー』は2004年秋に青山劇場で来日公演が行われた。